# Ambassade de Pologne au Nigeria
L'ambassade de Pologne au Nigeria est la représentation diplomatique de la République de Pologne auprès de la république fédérale du Nigeria. Elle est située à Abuja, la capitale du pays.
Outre la République fédérale du Nigeria, la mission de l'ambassadeur de Pologne à Abuja comprend les pays suivants : République du Bénin, République du Ghana, République de Guinée équatoriale, République du Cameroun, République du Liberia, République de Sierra Leone et République togolaise.

## Ambassade
L'ambassade est située au 37 rue River Niger, à Abuja, dans le quartier de Maitama. Elle accueille aussi une section consulaire. L'établissement comprend un bureau politique et économique et une délégation aux affaires administratives et financières.

## Histoire
La Pologne a établi des relations diplomatiques avec le Nigeria le 30 mai 1962. L'ambassade de Pologne à Lagos, alors capitale du Nigeria, a été ouverte en 1963 et transférée à Abuja en 2002. Jusqu'en 2008, il y avait un consulat général polonais à Lagos.

### Ghana
La Pologne a établi des relations diplomatiques avec le Ghana le 31 décembre 1959. L'ambassade de la République populaire de Pologne à Accra a été ouverte en 1961. À partir de 1970, elle a été subordonnée au ministre de la Coopération économique étrangère. Elle a cessé ses activités le 30 septembre 1993 et ses pouvoirs ont été transférés à l'ambassade de Pologne à Abuja.